# Trio per a piano núm. 2 (Gerhard)
El Trio en La bemoll major núm. 2, del compositor català Robert Gerhard, és un trio per a piano, violí i violoncel, compost l'any 1918. L'obra va ser publicada per l'editorial Maurice Sénart l'any 1921 a París. Un any després, el dijous, 2 de març de 1922, es va estrenar al Palau de la Música Catalana. Aquella primera interpretació va anar a càrrec del Trio Barcelona, amb Ricard Vives al piano, Marian Perelló al violí i Joaquim Pere Marés al violoncel.
El Trio en La bemoll major núm. 2, del compositor català Robert Gerhard, és un trio per a piano, violí i violoncel, compost l'any 1918. L'obra va ser publicada per l'editorial Maurice Sénart l'any 1921 a París. Un any després, el dijous, 2 de març de 1922, es va estrenar al Palau de la Música Catalana. Aquella primera interpretació va anar a càrrec del Trio Barcelona, amb Ricard Vives al piano, Marian Perelló al violí i Joaquim Pere Marés al violoncel.

## Estil i enregistraments
El Trio està dedicat al seu primer mestre, al compositor i musicòleg Felip Pedrell, qui va introduir Gerhard a la música europea del moment. Compost amb 22 anys, reflecteix les influències musicals de la primera etapa compositiva de Gerhard. La sonoritat pot recordar, per exemple, la de Debussy, Ravel o fins i tot de Manuel de Falla. No s'ha interpretat gaires vegades en sales de concerts. L'estrena, de fet, no va tenir gaire èxit.
L'any 2018, pel centenari de la composició, el Trio Pedrell, format per Christian Torres al violí, Ferran Bardolet al violoncel i Jordi Humet al piano, van enregistrar l'obra, juntament amb el Trio núm. 1 en Si major de Gerhard i els Nocturns op. 55 I i II de Felip Pedrell a l'Àlbum Arrels. L'enregistrament va anar a càrrec de Ficta edicions i produccions, i l'enregistrament tècnic d'Enric Giné, professor del Departament de Sonologia de l'ESMUC.

## Estructura
Aquest trio, que té una execució aproximada de 25 minuts, està format per tres moviments. Un dels elements més importants de l'obra, que uneix els tres moviments, és l'aspecte melòdic, ja que les melodies prenen una certa importància i presència, fins a donar un regust de melodies folklòriques, ja que recorden a les cançons populars catalanes. Una obra de caràcter més íntim, si comparem amb el trio núm. 1.

### I. Modéré. (Moderadament)
L'obra inicia amb el motiu (I) que fan tots els tres instruments a la vegada, acompanyant-se amb un moviment paral·lel, recordant la sonoritat de l'organum medieval. A continuació, és seguit amb un nou motiu (II) semblant, tocat successivament pel violí i el violoncel. Un cop interpretats aquest dos primers motius en la bemoll, es genera un desenvolupament de les cordes i el piano, amb un caràcter d'acompanyant. Amb el següent motiu (III) l'utilitzen per modular a una nova tonalitat, octavant-lo entre el violoncel i el violí. 

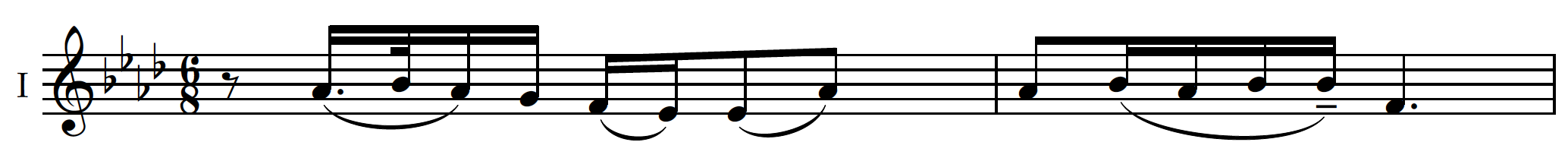
Motiu I

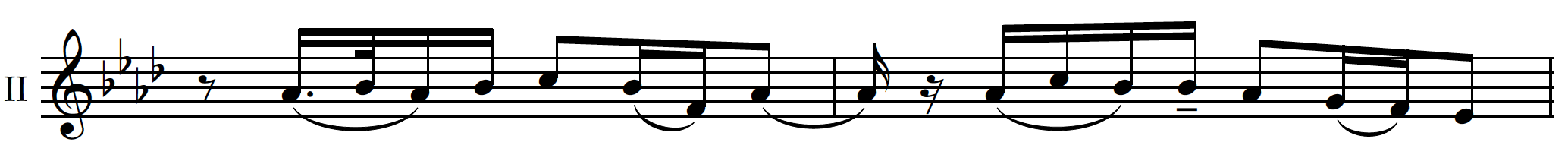
Motiu II

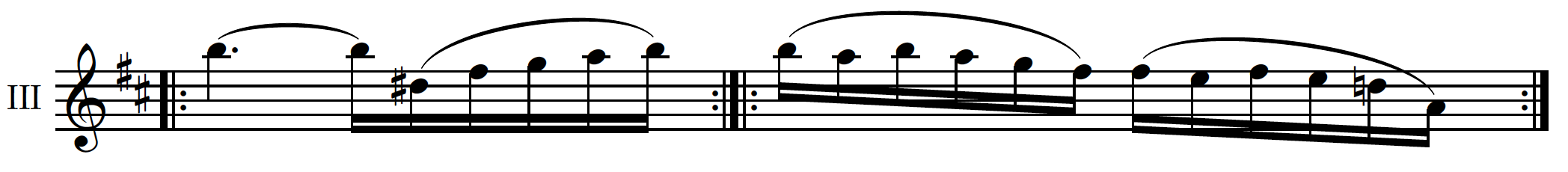
Motiu III

Ràpidament, el piano, presenta un nou motiu rítmic, reafirmat després per les cordes, on li posen més color melòdic (Motiu IV) al que abans era més un motiu rítmic. Augmentant el dibuix rítmic d'aquest últim motiu, arriben a una segona idea més desenvolupada, amb un compàs més juganer rímicament i reafirmant la tonalitat de re major (Motiu V). Primer presentat pel violoncel i després pel violí. El piano, seguidament, va tractant el motiu, on poc a poc. La intensitat es va abaixant amb el tremolo del violí i el piano sol. El mateix piano, torna a interpretar els primers compassos del principi, el motiu I. Però interromp el primer tema, generant una certa incertesa, que la resolen el violí i el violoncel, presentant un nou motiu, on creix amb caràcter (Motiu VI).

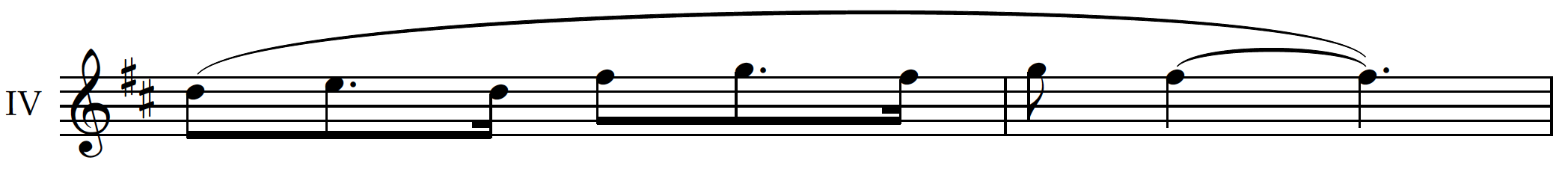
Motiu IV

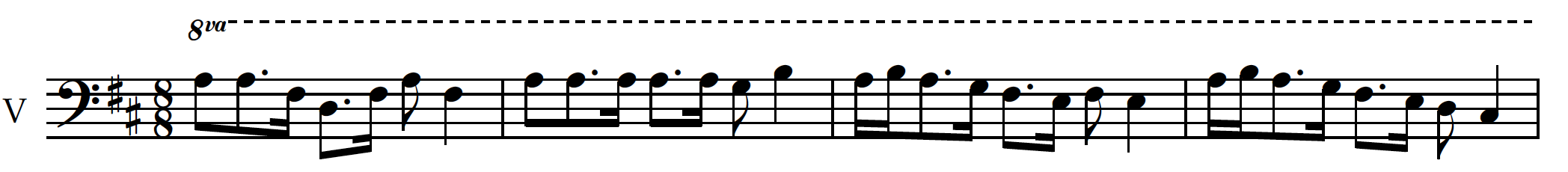
Motiu V

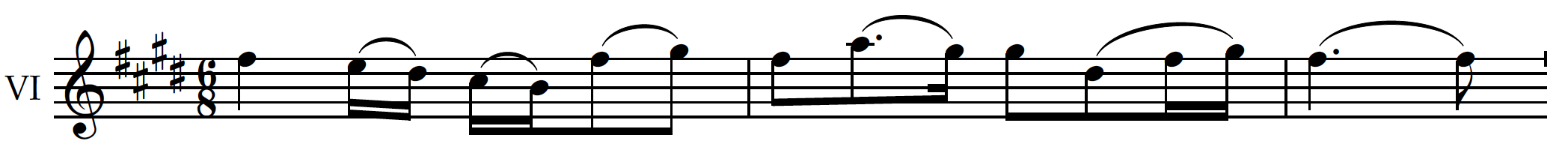
Motiu VI

No l'allargaran molt la textura que va creixent amb exaltació, on torna a caure a una atmosfera de calma. El moviment finalitza interpretant novament el motiu V, en la tonalitat del primer tema, en la bemoll.

### II. Trés calme. (Amb calma)
Com diu el nom del moviment, aquest, comença amb una textura molt delicada i una mica dramàtica. Un acompanyament suau, fent tresets les cordes amb sordina, el piano presenta amb octaves el primer motiu (VII) d'aquest segon moviment. Seguidament, el tornen a interpretar el violí i el violoncel junts, octavant-lo. Després d'un petit desenvolupament i variacions en les figures rítmiques, sorgeix un nou motiu (VIII), que el presenta el violí, que seguidament, entre els tres instruments el van variant. Que ens podem fixar generalment, que amb els motius, un cop presentats no acostumen a repetir-los varis cops, sinó que tendeixen més a variar-los i desenvolupar-los. Just després, el violí, ens presenta amb un caràcter més apassionant un nou motiu, on va abastant més la tessitura aguda i va creixen d'intensitat la textura i el caràcter.

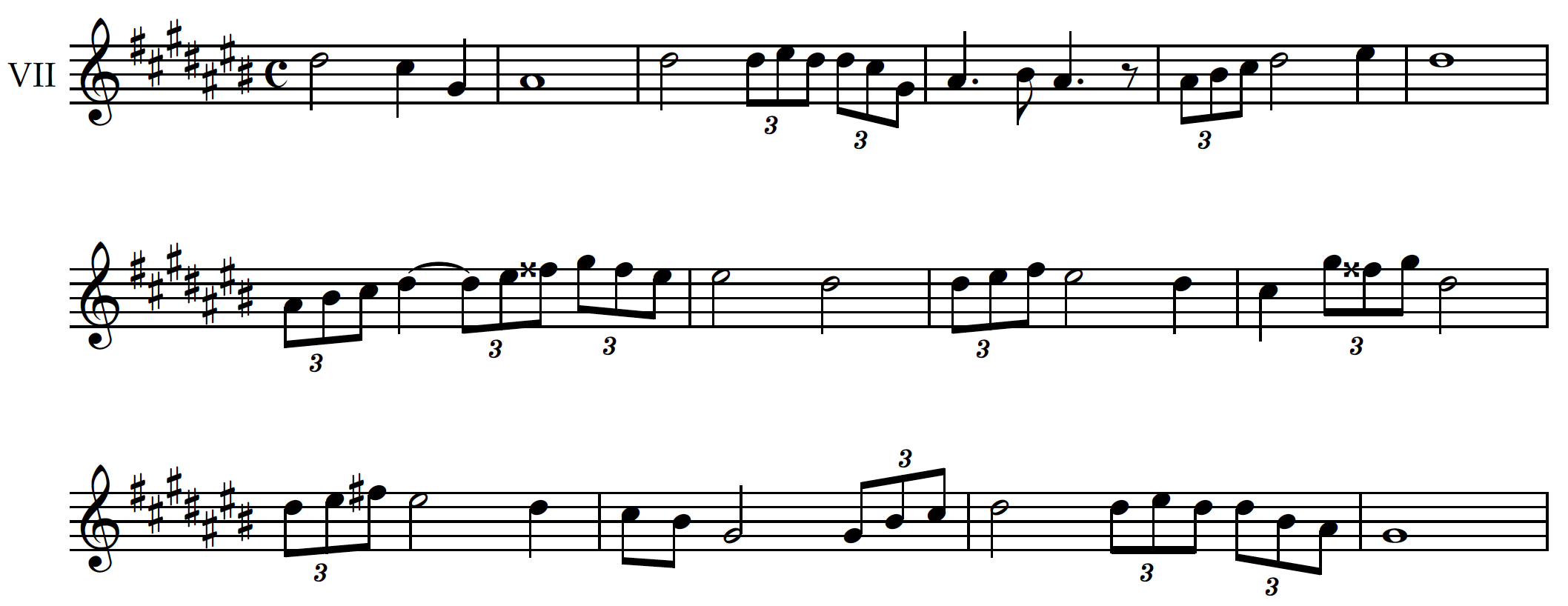
Motiu VII

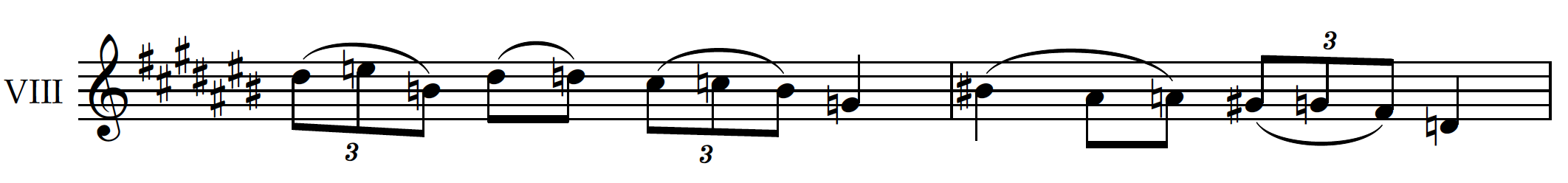
Motiu VIII

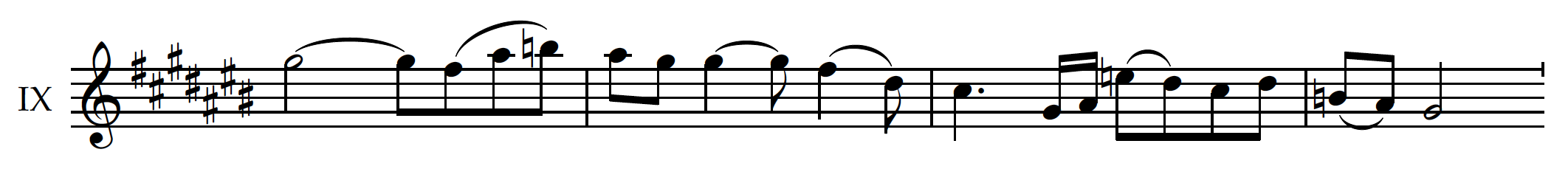
Motiu IX

De forma més cristal·lina, es calma tot, on octavats, el violí i el violoncel tornen a interpretar el primer motiu d'aquest segon moviment, el Motiu VII. Poc a poc la melodia es va descomponent per part dels tres instruments i el moviment s'esvaeix.

### III. Vif (Viu)
Inici amb moviment i caràcter, aquest tercer i últim temps. De primeres, les cordes, amb pizzicato ens presenten un nou motiu (X). Després els tres instruments juguen amb el tema. Cal destacar l'interval de quinta ascendent del principi, ja que és una característica interessant que trobarem a l'inici dels tres motius principals d'aquest tercer moviment, que ajuda a donar un impuls melòdic a aquests. No gaire després, el tempo es calma una mica, i el piano ens presenta l'inici d'un motiu (XI) bastant expressiu, on el violí el presenta totalment i el violoncel repetirà aquest. Seguidament, al relaxar-se la textura, fan reaparèixer una variació del primer motiu, aquest, el Motiu XII.

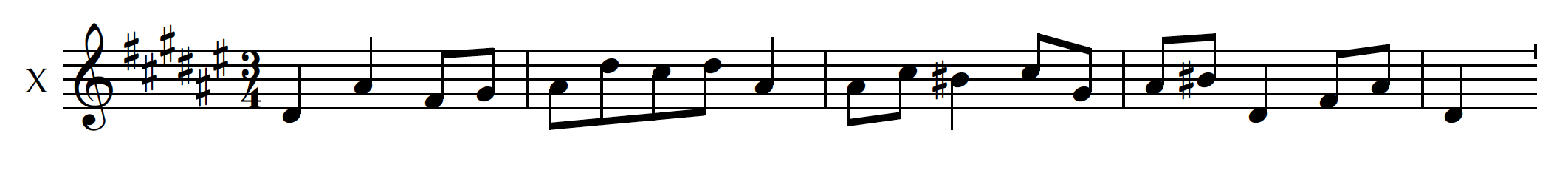
Motiu X

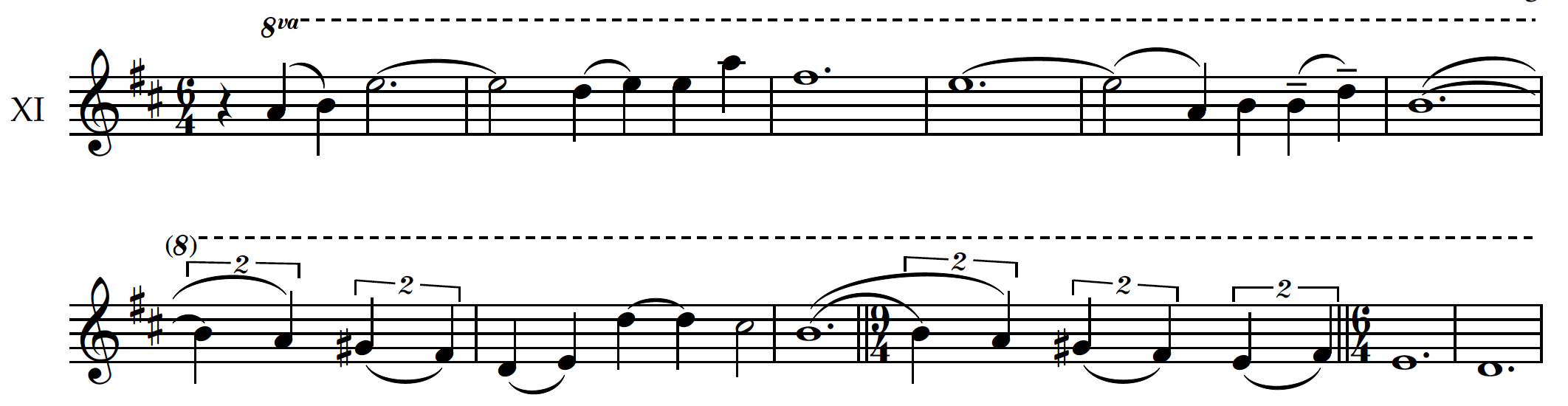
Motiu XI

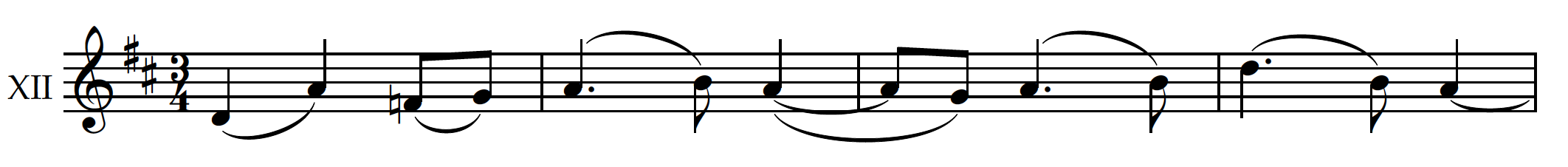
Motiu XII

Després, es genera una textura tranquil·la, amb un color d'una petita influencia impressionista de Debussy o Ravel, generen una atmosfera fantasiosa amb variacions del mateix motiu. No s'espera gaire Gerhard, que torna a fer aparèixer variacions dels motius X i XII, presentant el caràcter juganer que tenien al principi. Llavors, torna a aparèixer la calma, amb una nova textura impressionista, posant per sobre d'aquest paisatge difuminat parts del motiu XI. Poc a poc, l'obra es va concloguent amb la baixada de tempo i d'intensitat, amb alguns canvis bruscos puntuals, com si fossin espurnes que salten i van desapareixent. Finalment, el violí torna a tocar el motiu XII, aquest cop ja per acabar la peça.